# Schwarz-weiße Stummelaffen
Die Schwarz-weißen Stummelaffen (Colobus) sind eine Primatengattung aus der Gruppe der Stummelaffen innerhalb der Familie der Meerkatzenverwandten (Cercopithecidae). Der wissenschaftliche Name Colobus entstammt dem Griechischen (kolobos = „der Verstümmelte“).

## Beschreibung
Das Fell dieser Tiere ist kontrastreich schwarz-weiß gefärbt. Die Grundfärbung ist schwarz, je nach Art sind Teile des Gesichts, der Brust, des Schulterbereichs oder des Schwanzes weiß gefärbt, manchmal in Form langer Mantelhaare oder einer Schwanzquaste. Wie bei allen Stummelaffen ist der Daumen rückgebildet, eine Anpassung an die baumbewohnende Lebensweise. Schwarz-weiße Stummelaffen sind die größten Stummelaffen, sie erreichen eine Kopfrumpflänge von 45 bis 72 Zentimetern (der Schwanz wird 52 bis 100 Zentimeter lang) und ein Gewicht von 5 bis 14,5 Kilogramm. Männchen sind meist deutlich größer und schwerer als Weibchen.

## Verbreitung und Lebensraum
Schwarz-weiße Stummelaffen sind in weiten Teilen Afrikas beheimatet, ihr Verbreitungsgebiet reicht vom Senegal bis Äthiopien und südlich bis Angola und Sambia. Ihr Lebensraum sind vorwiegend Wälder, es können Regen- und Mangrovenwälder ebenso sein wie Gebirgswälder bis über 3000 Meter Seehöhe; manchmal kommen sie auch in baumbestandenen Grasländern vor.

## Lebensweise
Diese Primaten sind tagaktive Tiere, die sich meistens in den Bäumen aufhalten, in spärlich bewaldeten Gebieten leben sie zeitweise am Boden. 
Sie bilden Haremsgruppen von rund 8 bis 15 Tieren, die sich aus einem Männchen, zwei bis sechs Weibchen und deren Jungtieren zusammensetzen. Es sind territoriale Tiere, die Streifgebiete sind mit 15 bis 60 Hektar relativ klein und können sich mit denen anderer Gruppen teilweise überlappen. Die Männchen lassen morgendliche Brüllkonzerte ertönen, um andere Gruppen auf den Aufenthaltsort hinzuweisen. Begegnen sich dennoch zwei Gruppen, kann es zu aggressiven Handlungen zwischen den jeweiligen Männchen kommen, die aus Drohgebärden, Gebrüll und nötigenfalls körperlichen Auseinandersetzungen bestehen.

## Nahrung
Schwarz-weiße Stummelaffen ernähren sich in erster Linie von Blättern, daneben nehmen sie auch Früchte und Blüten zu sich. Sie besitzen einen vierkammerigen Magen, wobei die oberen beiden Kammern als „Gärkammern“ mit speziellen Bakterien der Aufspaltung der Zellulose dienen; erst danach kommt die vorverdaute Nahrung in die unteren Mägen, wo sie weiter zersetzt wird, bevor sie in den Darm weiterwandert. Dieses Verdauungssystem ist eine Anpassung an die nährstoffarme Blätternahrung und findet sich in ähnlicher Form auch bei den Wiederkäuern.

## Fortpflanzung
Diese Tiere haben in den meisten Fällen keine bestimmte Fortpflanzungssaison, es kann das ganze Jahr über zur Paarung kommen. Die Tragzeit beträgt rund fünf bis sechs Monate, danach kommt meist ein Jungtier zur Welt. Jungtiere kommen mit weißem Fell zur Welt, erst später entwickelt sich das typische schwarz-weiße Äußere. Die Weibchen einer Gruppe kümmern sich gemeinsam um den Nachwuchs, es ist durchaus üblich, dass Kinder herumgereicht werden und auch andere Weibchen als die Mutter das Junge säugen. Jungtiere werden nach rund sechs Monaten entwöhnt und nach drei bis vier Jahren (Weibchen) beziehungsweise vier bis sechs Jahren (Männchen) geschlechtsreif. Junge Männchen müssen zu diesem Zeitpunkt ihre Geburtsgruppe verlassen. Die Lebenserwartung beträgt rund 20 Jahre, in menschlicher Obhut bis zu 30 Jahre.

## Die Arten
- Der Angola-Stummelaffe (Colobus angolensis) lebt im östlichen und südlichen Afrika, von Kenia bis in die Demokratische Republik Kongo und Angola.
- Der Mantelaffe oder Guereza (C. guereza) ist von Nigeria bis Äthiopien und Tansania beheimatet.
- Der Weißbart- oder Bärenstummelaffe (C. polykomos) ist von Senegal bis zur Elfenbeinküste verbreitet.
- Der Schwarze Stummelaffe (C. satanas) ist durch ein völlig schwarzes Fell gekennzeichnet. Seine Heimat ist Kamerun, Äquatorialguinea und Gabun.
- Der Geoffroy-Stummelaffe (C. vellerosus) kommt von der Elfenbeinküste bis Nigeria vor.

Die Internationale Union zur Bewahrung der Natur listet seit Januar 2020 die Population des Mantelaffen am Kilimandscharo und im Arusha-Nationalpark als sechste Art (Kilimandscharo-Guereza (Colobus caudatus)). Der Kilimandscharo-Guereza lebt in einem mehr als 155 km vom nächsten Verbreitungsgebiet des Mantelaffen durch aride Regionen isoliertem Gebiet, seine Lautäußerungen unterschieden sich von denen des Mantelaffen und die Schädelmorphologie und Fellfärbung ist unterschiedlich. Nach Untersuchungen des deutschen Primatologen Dietmar Zinner und seiner Mitarbeiter ist der Kilimandscharo-Guereza jedoch die Schwesterart des Kikuyu-Guerezas (C. g. kikuyuensis) und beide zusammen bilden die Schwestergruppe zur Nominatform des Mantelaffen. Den Status einer eigenständigen Art kann der Kilimandscharo-Guereza infolgedessen nur bekommen wenn auch die anderen Unterarten des Mantelaffen eigenständige Arten werden.
Zinners Untersuchungen zufolge trennte sich der Schwarze Stummelaffe (C. satanas) schon vor fast 3,5 Millionen Jahren von der Evolutionslinie, die zu den übrigen Colobus-Arten führte. Vor ca. 1,7 Millionen Jahren trennte sich die Mantelaffengruppe von den übrigen Arten und die Trennung des Angola-Stummelaffen vom Weißbart- und Geoffroy-Stummelaffen fand vor etwa 1,6 Millionen Jahren statt. Letztere entwickelten sich erst vor 300.000 Jahren zu eigenständigen Arten und die Diversifizierung des Mantelaffen in verschiedene Unterarten ging innerhalb der letzten 750.000 Jahre vonstatten.